# Oecetis grazalemae
Oecetis grazalemae är en nattsländeart som beskrevs av Gonzalez och Carlos G. Iglesias 1989. Oecetis grazalemae ingår i släktet Oecetis och familjen långhornssländor. Inga underarter finns listade i Catalogue of Life.